# Parkinsonia florida
Parkinsonia florida — вид квіткових рослин з родини бобових, що походить із пустель Сонора на південному заході Сполучених Штатів і північно-західній Мексиці.

## Морфологічний опис
Parkinsonia florida досягає висоти 10–12 метрів. Це швидко зростаючий великий кущ або невелике дерево, яке рідко доживає до 100 років. Стовбур, гілки і листя рослини мають сіро-зелений колір. Рослина більшу частину року скидає листя, розпускаючись після опадів. Фотосинтез здійснюють сіро-зелені гілки, незалежно від відсутності листя.
Квіти яскраво-жовті, які покривають дерево пізньою весною. Вони приваблюють таких запилювачів, як бджоли, жуки та мухи. Насіння — джерело їжі для дрібних гризунів і птахів.

## Розповсюдження
Ця рослина переважно зустрічається в Сонорсько-Колорадької пустелі на південному сході Каліфорнії та пустелі Сонора на півдні Аризони та північно-західному штаті Сонора (Мексика). Зустрічається переважно в пустельних заливах або баджадах, що є результатом його потреби у воді, хоча іноді його можна зустріти в середовищі існування креозотових пустельних чагарників, доступ до джерел просочування пустельних пагорбів до 1100 метрів. Також зустрічається на далекому сході пустелі Мохаве в Каліфорнії в північній частині Нижньої долини річки Колорадо, а іноді і в горах Мохаве.

## Використання
Боби рослини використовувалися як джерело їжі, а деревина для різьблення ковшів корінними народами Кечан, Мохаве та Піма. Піма і Тохоно Оодхам обидва їли боби, коли вони були м'якими й недозрілими, і варили їх цілком; вони також перемелюють стигле насіння в борошно, щоб їсти його як кашу. Квіти солодкі та їстівні у свіжому або вареному вигляді.
Parkinsonia florida культивується як декоративна рослина та дерево спеціалізованими розплідниками для посадки як кущ або багатостовбурне невелике дерево в посухостійких садах і садах дикої природи з відповідним кліматом. Він пропонує незвичайний зелено-блакитний силует у садах і витончений візерунковий світлий відтінок над внутрішніми двориками.
Parkinsonia florida є деревом штату Аризона. У 1966 році його також назвали «міським деревом» Південного Маямі, Флорида.